# Fontaine La Rue
Matilda Fernández, más conocida como Fontaine La Rue (2 de diciembre de 1897, Sonora, México – 20 de noviembre de 1976) fue una actriz estadounidense que trabajó en películas entre 1915 y 1929. Su carrera terminó con la llegada de cine mudo. Cuando empezó a trabajar, La Rue llevaba el nombre de Dora Rodgers, sin embargo, después se lo cambió a Fontaine La Rue, tras cansarse de tener varios papeles con temática de vampiro. En varias ocasiones, era acreditada varias veces con ambos nombres. La Rue es conocida por aparecer en la película A Blind Bargain con Lon Chaney.

## Filmografía
- Fatty and Mabel at the San Diego Exposition (1915) (short)
- Love, Loot and Crash (1915) (short)
- Mabel Lost and Won (1915) (short)
- Boots (1919)
- The Man Beneath (1919)
- The Woman Under Cover (1919)
- The Fatal Sign (1920)
- An Adventuress (1920)
- Human Stuff (1920)
- The Sins of Rosanne (1920)
- The Faith Healer (1921)
- The Lost Romance (1921)
- Beyond (1921)
- The Great Impersonation (1921)
- Exit the Vamp (1921)
- Oh, Mabel Behave (1922)
- The Dangerous Little Demon (1922)
- The Bearcat (1922)
- The Radio King (1922)
- A Blind Bargain (1923)
- Daughters of Today (1924)
- Unseen Hands (1924)
- Trigger Fingers (1924)
- The Torrent (1924)
- His New York Wife (1926)
- Gold from Weepah (1927)
- West of the Rockies  (1929)